# Видовий комплекс

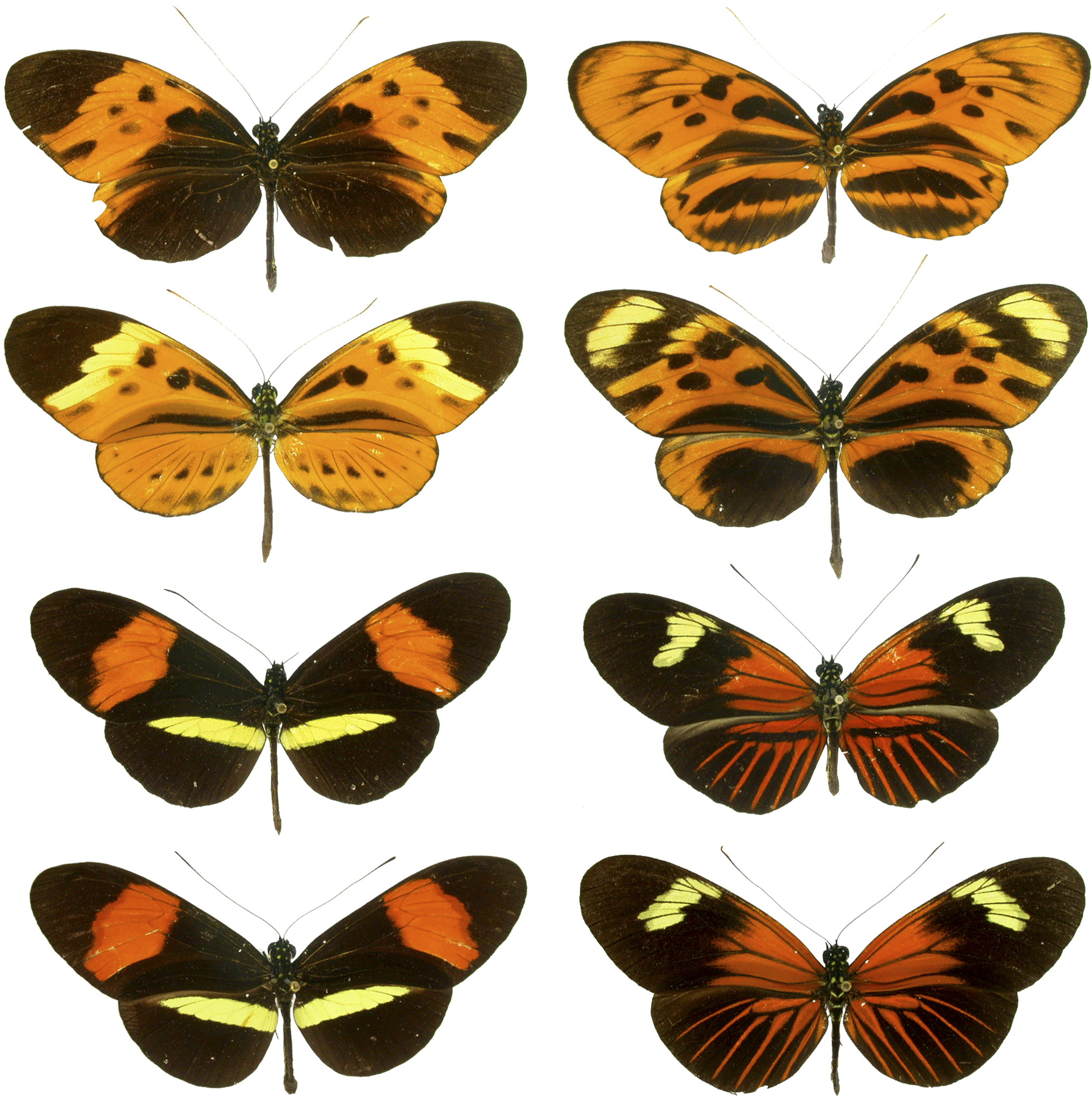
Рід метеликів Heliconius містить деякі види, які надзвичайно важко відрізнити.

Видови́й ко́мплекс — група близькоспоріднених видів, які настільки схожі між собою за зовнішнім виглядом, що міжвидові відмінності між ними нечіткі. Термінами, які іноді вживаються синонімічно, але мають більш точне значення, також є криптичні види, який використовується для позначення двох або більше видів, позначених однією видовою назвою, види-двійники — для позначення двох криптичних видів, які є найближчими родичами один одному, скупчення видів — для позначення групи близькоспоріднених видів, які живуть в одному оселищі. Як неофіційні таксономічні категорії також використовуються видова група, сукупність видів та надвиди.
Два або більше таксонів, які колись вважалися конспецифічними (відносилися до одного і того ж виду), згодом можуть бути поділені на інтраспецифічні таксони (таксони всередині виду, такі як штами бактерій або різновидність рослин), що є комплексом, але це не видовий комплекс.
Видовий комплекс здебільшого є монофілетичною групою зі спільним предком, але є винятки. Він може представляти ранню стадію після видоутворення, але також може бути розділений впродовж тривалого періоду часу без розвитку морфологічних відмінностей. Гібридне видоутворення може бути компонентом еволюції видового комплексу.
Видові комплекси існують у всіх групах організмів і визначаються через ретельне вивчення відмінностей між окремими видами з використанням найдрібніших морфологічних деталей, тестів на репродуктивну ізоляцію, або методів, заснованих на ДНК, таких як молекулярна філогенетика та штрихкодування ДНК. Існування надзвичайно подібних видів може спричинити недооцінку локального та глобального видового різноманіття. Розпізнавання подібних, але відмінних видів є важливим для профілактики поширення хвороб та шкідників та охорони природи, хоча проведення розмежувальних ліній між видами може бути по суті складним.

## Виознака
Видовий комплекс, як правило, розглядається як група близьких, але відмінних видів. Очевидно, що концепт тісно пов'язаний з виознакою виду. Сучасна біологія розглядає вид як «філогенетична лінія метапопуляції, як відокремлено еволюціонувала», але визнає, що критерії для розмежування видів можуть залежати від досліджуваної групи. Як підсумок, встановлено, що багато видів, визначених лише за морфологічною подібністю, після застосовання інших критеріїв, таких як генетична диференціація чи репродуктивна ізоляція, розділилися на декілька відмінних видів.
За обмеженішого використання, цей термін застосовують до близьких видів, між якими відбулася або відбувається гібридизація, що призводить до утворення проміжних форм та розмивання меж виду. Неформальна класифікація, надвиди, може бути продемонстрована на прикладі головчака мальованого, який є надвидом, який далі поділяється на три підвиди
.
Деякі автори застосовують цей термін до видів з внутрішньовидовою мінливістю, що може бути ознакою триваючого або початкового видоутворення. Прикладами є кільцеві види або види з підвидами, щодо яких часто незрозуміло, чи слід їх вважати окремими видами.

### Пов'язані концепти
Декілька термінів використовуються синонімічно щодо видового комплексу, але деякі з них також можуть мати дещо інші або вужчі значення. В міжнародному кодексі номенклатури прокаріотів та міжнародному кодексі ботанічної номенклатури немає таксономічних рангів, які займають положення між підродом та видом, але ботанічний кодекс визначає чотири ранги, що підпорядковуються роду (секція, підсекція, серія, підсерія). Для позначення видового комплексу використовувались різні неформальні таксономічні рішення.

#### Криптичні види
Також називається фізіологічною расою (англ. physiologic race) (нечасто). Він описує «різні види, які помилково класифіковані під однією видовою назвою». Більш загально, цей термін часто застосовується, коли види, навіть якщо вони відомі як різні, не можуть бути достовірно розрізнені за морфологією. Термін фізіологічна раса (англ. physiologic race) не слід плутати з фізіологічною расою (англ. physiological race).

#### Види-близнюки
Також їх називають афанічними видами (англ. aphanic species). Цей термін, введений Ернстом Майром в 1942 році, спершу використовувався з тим самим значенням, що і криптичні види, але пізніше автори підкреслили спільне філогенетичне походження. Нещодавня стаття визначає види-близнюки як «криптичні сестринські види», «два види, які є найспорідненішими один з одним і таксономічно не розрізняються».

#### Скупчення видів
Скупчення видів (англ. species flock, species swarm; рос. скопление видов, букет видов, флок видов, пучок видов) позначає «монофілетичну групу близькоспоріднених видів, які живуть в одній екосистемі». І навпаки, цей термін також застосовувався дуже широко до групи близькоспоріднених видів, які можуть бути мінливими та широко поширеними. Не слід плутати зі змішаною кормодобувною зграєю (англ. mixed-species foraging flock), за якої птахи різних видів живляться разом.

#### Надвиди
Іноді використовується як неформальний ранг для видового комплексу навколо одного «репрезентативного» виду. Популяризований Бернгардом Ренчем та пізніше Ернстом Майром, з початковою вимогою, що види, що утворюють надвиди, повинні мати алопатричне поширення. Для компонентних видів надвиду було запропоновано назву аловиди (англ. allospecies).

#### Видовий агрегат
Використовується для видового комплексу, особливо в таксонах рослин, серед яких поширені поліплоїдність та апоміксис. Історичними синонімами є species collectiva(лат.), впроваджений Адольфом Енглером, conspecies(лат.) та grex(лат.). Компоненти species aggregate(лат.) називали segregates(лат.) або microspecies(лат.). Використовується як абревіатура agg. після біноміальної видової назви.

#### Sensu lato
Латинська фраза, що означає «у широкому розумінні», її часто використовують після біноміальної назви виду, часто скорочено як s.l., щоб позначити видовий комплекс представлений цим видом.

## Ідентифікація
Розрізнення близьких видів в межах комплексу вимагає вивчення часто дуже малих відмінностей. Морфологічні відмінності можуть бути незначними та помітними лише з використанням адаптованих методів, таких як мікроскопія. Однак окремі види іноді не мають морфологічних відмінностей. У цих випадках можуть бути досліджені інші ознаки, такі як історія життя виду, поведінка, фізіологія та каріологія. Наприклад, територіальний спів є показовим для видів підкоришника, роду птахів з невеликими морфологічними відмінностями. Парувальне тестування є звичайними в деяких групах, таких як гриби, щоб підтвердити репродуктивну ізоляцію двох видів.
Аналіз послідовностей ДНК стає все більш стандартним для розпізнавання видів і у багатьох випадках може бути єдиним корисним методом. Для аналізу таких генетичних даних використовуються різні методи, такі як молекулярна філогенетика або штрихкодування ДНК. Такі методи значно сприяли відкриттю криптичних видів, включно з такими знаковими видами як мухомор червоний або африканський слон.

## Еволюція та екологія

### Процес видоутворення
Види, що утворюють комплекс, здебільшого зовсім недавно розійшлися, що іноді дозволяє простежити процес видоутворення. Види з диференційованою популяцією, такі як кільцеві види, іноді розглядають як приклад раннього, триваючого видоутворення: видовий комплекс формується. З усім тим подібні, але відмінні види іноді були ізольованими впродовж тривалого часу без виникнення відмінностей і це явище відоме як «морфологічний застій». Наприклад, Pristimantis ockendeni насправді є принаймні трьома різними видами, які розійшлися понад 5 мільйонів років тому.
Стабілізуючий добір було запропоновано як силу, що підтримує схожість в видових комплексах, особливо вони адаптовуються до особливих середовищ, таких як хазяїн у випадку симбіонтів або екстремальні середовища, та обмежує можливі напрямки еволюції: у таких випадках не слід очікувати дуже різного відбору. Також безстатеве розмноження, таке як через апоміксис в рослин, може розділяти філогенетичні лінії без значної морфологічної диференціації.